# Jean Baptiste Coupienne

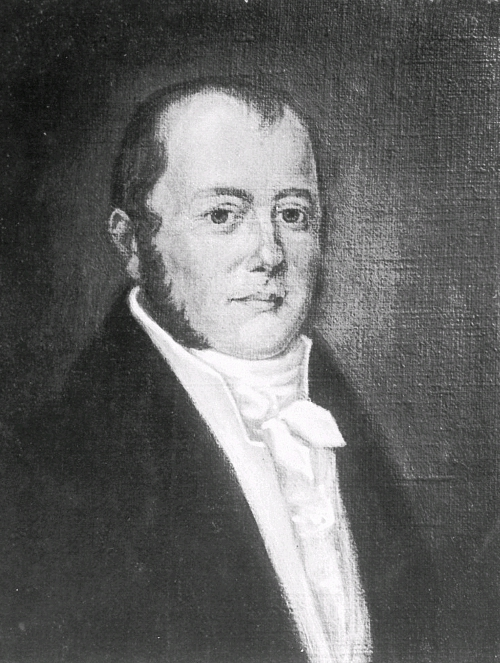
Jean Baptiste Coupienne

Jean Baptiste Coupienne (* 1768 in Dinant; † März 1825 in Mülheim an der Ruhr) war ein Gerbereibesitzer und Munizipalrat in Mülheim an der Ruhr.

## Leben und Wirken
Jean Baptiste Coupienne stammte aus Dinant im Hochstift Lüttich. Mit 26 Jahren ließ er sich 1794 als Soldat für die hannoversch-britischen Truppen anwerben und kämpfte gegen das französische Revolutionsheer. Nach der Entlassung aus der Armee verschlug es ihn 1795 auf dem Weg zurück in die belgische Heimat nach Mülheim an der Ruhr. Er heiratete fünf Jahre später die einzige Tochter des wohlhabenden Mülheimer Gerbers Heinrich Pelzer und gründete 1801 am Rumbach eine eigene Gerberei. Es ist anzunehmen, dass er über Vorkenntnisse auf dem Gebiet des Gerbens verfügte und sich schon als junger Mann mit den fortschrittlichen Gerbverfahren beschäftigt hatte, die im Hochstift Lüttich und im angrenzenden Frankreich üblich waren. Die Anwendung des sogenannten „Lütticher Verfahrens“ im Gerbprozess garantierte die im In- und Ausland geschätzte belgische Qualität des Sohlleders und war vermutlich die Grundlage für den unternehmerischen Erfolg von Jean Baptiste Coupienne und seinen Nachkommen.
Schon bald gehörte Jean Baptiste Coupienne als Munizipalrat und städtischer Beigeordneter zu den Honoratioren der 1808 zur Munizipalität erhobenen Stadt Mülheim an der Ruhr. 1812 wurde er Mitglied in der Freimaurerloge „Zum heiligen Joachim im Orient“ in Düsseldorf, 1820 trat er die neu gegründete Loge „Zur deutschen Burg“ in Duisburg ein. Jean Baptiste Coupienne verstarb im März 1825 an den Folgen eines Unfalles.
Der belgische Einwanderer Jean Baptiste Coupienne wird häufig als der „Vater der Mülheimer Lederindustrie“ bezeichnet. Er und seine Nachkommen schufen die Voraussetzungen dafür, dass die Lederindustrie in Mülheim an der Ruhr bis Mitte der 1920er Jahre die bedeutendste im gesamten Deutschen Reich war. Den letztendlichen Niedergang der Lederstadt Mülheim und Aufstieg anderer Produktionsstandorte wie etwa Offenbach am Main konnte jedoch auch die Familie Coupienne nicht aufhalten.

## Ehe und Kinder
Am 6. Oktober 1800 heiratete er Maria Alexandrine Caroline Pelzer (1777–1853). Insgesamt gingen sechs Kinder aus der Verbindung hervor:
- Christian Gilbert (1801–1876)
- Katharina Henriette Sibylle (1805–1857) ⚭ 1833 Friedrich Wilhelm Vorster (1802–1876), Neffe von Johann Hermann Voerster
- Heinrich (1810–1889) ⚭ 1839 Adeline von Eicken (1812–1878)
- Louise Maria Christine (1812–1900)
- Ernestine (1813–1865) ⚭ Heinrich Daber
- Ernst Jean Louis (1818–1868)

Da die Familien Coupienne (Katholiken) und Pelzer (Protestanten) unterschiedlichen Konfessionen angehörten, wurde festgelegt, dass alle männlichen Nachkommen im katholischen Glauben und alle weiblichen Nachkommen im protestantischen Glauben erzogen werden sollten.

## Weitere Quellen
- Stadtarchiv Mülheim an der Ruhr, Bestand 1390/2/15 (Chronik der Familie Coupienne. Zusammengestellt von Ernst Coupienne, 1921.)
- Stadtarchiv Mülheim an der Ruhr, Bestand 1550 Nr. 187 (Mülheimer Persönlichkeiten)